# Joaquín Muñoz Bueno
Joaquín Muñoz y Bueno (Bienvenida, 1811-Cáceres, 1885) fue un político y abogado español, diputado a Cortes durante el reinado de Isabel II y el Sexenio Democrático.

## Biografía
Nació el 17 de agosto de 1811 en la localidad pacense de Bienvenida, hijo de Joaquín Muñoz y María Bueno, ambos pertenecientes a familias acomodadas de la comarca. Estudió la carrera de Jurisprudencia en la Universidad de Salamanca y a la edad de veintiséis años fue elegido diputado provincial por el partido de Llerena y habría desempeñado entre mayo y junio de 1837, de forma interina, la presidencia de la Diputación Provincial de Badajoz. La corporación de 1838 le designó para formar parte de una comisión que pasó a Sevilla, donde debía reunirse con otros diputados andaluces con la misión de aprobar las bases para organizar el ejército de reserva, en el contexto de la primera guerra carlista. Por aquella época fue también alcalde de Usagre y comandante de un batallón de la Milicia Nacional en Llerena. Obtuvo escaño de diputado a Cortes por la provincia de Badajoz en 1837, 1839, 1841 y 1843.
Descrito por la obra Los diputados pintados por sus hechos como un «pertinaz defensor de las reformas y economías más radicales», en septiembre de 1843 fue nombrado magistrado de la Audiencia de Granada, cargo al que renunció con la formación del Gobierno de González Bravo. En 1844 se estableció en Cáceres, donde ejerció la profesión de abogado, y en 1856 se le encomendó el cargo de alcalde constitucional de Cáceres. En 1864 y 1865, fue nombrado miembro del comité central del partido progresista.
Con la Revolución de 1868, fue elegido presidente de la junta revolucionaria y después diputado constituyente por Cáceres. En aquellas Cortes constituyentes formaba parte de la mayoría, así como de la Comisión General de Presupuestos y de las subcomisiones de Hacienda y Gobernación. Durante el Sexenio fue también senador por la provincia de Cáceres. Muñoz Bueno, que fue jefe del partido constitucional en dicha provincia, falleció en Cáceres hacia finales de julio de 1885.